# Kress Elektrowerkzeuge
Kress-Elektrik GmbH & Ко KG — є німецькою компанією, у місті Бізінген в землі Баден-Вюртемберг, яка розробляє і виробляє електроінструменти.

## Історія
У 1928 році в Тюбінгені-Ластнау Християн Кресс заснував підприємство з виробництва електричних вузлів для автомобілів.

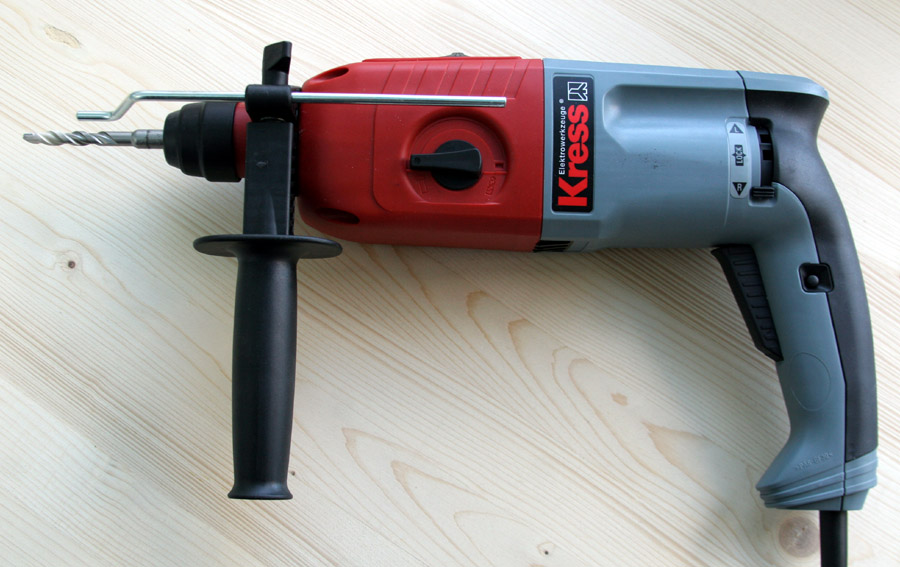
Будівельний перфоратор фірми Kress

З 1929 року Kress почав розвиток виробництва двигунів постійного та змінного струму.
У 1960 році в місті Бізінген був введений в експлуатацію новий завод. Кресс був спочатку тільки постачальником.
З 1964 року Kress розпочав виробництво стаціонарних багатоцільових верстатів для свердління, токарної обробки, токарного-стругання, пиляння, шліфування (Combylectric) і буріння (Multylectric).
З 1969 року Kress запропонував повний набір електроінструментів для свердління, різання і шліфування.
З 1979 року Kress започаткував розробку та виробництво в дочірній компанії групи CEKA KRESS Wattwil в Швейцарії.
У 2001 і 2002 рр. було створено філії в Росії і Франції.
В Україні продукція Kress-Elektrik GmbH & Co. KG сертифікована з 1999 року.
Електроінструменти Kress виробляються на заводах в Німеччині та Швейцарії.